# Маркус Неві
Маркус Неві (нім. Markus Naewie; нар. 7 січня 1970) — колишній німецький тенісист.
Найвищу одиночну позицію світового рейтингу — 70 місце досяг 28 вересня 1992, парну — 147 місце — 10 серпня 1992 року.
Найвищим досягненням на турнірах Великого шолома було 2 коло в одиночному розряді.

## Титули на челленджерах

### Одиночний розряд: (2)
| Ранг | Рік  | Турнір           | Покриття | Суперник             | Рахунок  |
| ---- | ---- | ---------------- | -------- | -------------------- | -------- |
| 1.   | 1991 | Ньйон, Швейцарія | Ґрунт    | Габричідзе Володимир | 6–3, 7–5 |
| 2.   | 1993 | Агадір, Марокко  | Ґрунт    | Мартін Хайте         | 6–2, 7–5 |